# Les Camions du diable
 (mars 2025).
Motif : Absence de sources centrées
- Archive Wikiwix
- Bing
- Cairn
- DuckDuckGo
- E. Universalis
- Gallica
- Google
- G. Books
- G. News
- G. Scholar
- Persée
- Qwant
- (zh) Baidu
- (ru) Yandex
- (wd) trouver des œuvres sur Wikidata

| 1. | Préciser le motif de la pose du bandeau. | Précisez le motif de la pose du bandeau en utilisant la syntaxe suivante : {{admissibilité à vérifier\|date=juin 2025\|motif=remplacez ce texte par le motif}}                             |
| 2. | Informer les utilisateurs concernés.     | Pensez à avertir le créateur de l'article, par exemple, en insérant le code ci-dessous sur sa page de discussion : {{subst:avertissement admissibilité à vérifier\|Les Camions du diable}} |

Les Camions du diable est la troisième histoire de la série Marc Jaguar de Maurice Tillieux. 

## Univers

### Synopsis
L'histoire débute précisément par un accident de voiture sur lequel Marc Jaguar tombe par hasard. Le conducteur d'un des véhicules accidentés se fait dérober sa valise pendant les échanges sur la gestion de l'accident par un vagabond qui, stupéfait par ce qu'il découvre en ouvrant la valise, s'en débarrasse promptement en la jetant dans un étang. Le propriétaire de la valise ayant pris erronément Jaguar pour le voleur, il avertit par téléphone une personne inconnue du vol, mais succombe pendant l'appel. Un individu présent dans le café profite de la confusion qui s'ensuit pour récupérer la valise. Là s'arrête la partie scénarisée par Tillieux. Dans la suite de l'histoire, scénarisée par Borgers et achevée plus de 60 ans plus tard, la valise contient les plans d'une arme surpuissante convoitée par une puissance étrangère dont le propriétaire de la valise était complice.

## Historique
L'histoire est publiée pour la première fois du no 43 au n°49 du journal Risque-Tout entre septembre et octobre 1956. En raison de l'arrêt du journal faute d'audience,  seules 8 planches ont été dessinées par Tillieux (7 sont parues dans Risque-Tout). Des années plus tard, son ami François Walthéry l'exhortera régulièrement à reprendre le récit. Alors qu'il s'est laissé convaincre de le faire, il se tue en voiture en 1978 sans avoir pu mener son projet à bien.
Du fait de l'interruption de la publication, le lecteur ne saura jamais ce que la valise contenait. Lorsque Walthéry lui posait la question, Tillieux a toujours affirmé ne plus s'en souvenir. Il n'existe aucune note, aucun synopsis de l'aventure, et il vraisemblable qu'on ne saura jamais ce que Tillieux avait imaginé.
La 8ème planche, jamais publiée jusque-là, paraît dans le journal Spirou no 1677. Le magazine Schtroumpf – Les Cahiers de la bande dessinée no 34, consacré à Tillieux, reproduit pour la première fois les 8 planches en format A5.
Walthéry ne renonça pas à conclure cette histoire, et chercha pendant des années un scénariste capable de la terminer. En 2003, il parvint à intéresser Étienne Borgers à la question, mais il faudra attendre 2015 pour que Jean-Luc Delvaux se joigne au duo et que les éditions Dupuis obtiennent les droits de la famille Tillieux. Le 5 octobre 2018, l'album de l'histoire entière, dessinée par Walthéry et Delvaux, parait aux éditions Dupuis. Les 8 premières planches ont été redessinées à l'identique pour garder la cohérence du dessin à travers tout l'album. 62 ans après, le mystère du contenu de la valise est enfin révélé...